# پانتلیس وولگاریس
پانتلیس وولگاریس (یونانی: Παντελής Βούλγαρης؛ زادهٔ ۲۳ اکتبر ۱۹۴۰) کارگردان و فیلم‌نامه‌نویس اهل یونان است.

## فیلمشناسی
- آخرین نوشته (۲۰۱۷)